# ألكسندر جاكسون ديفيس
الكسندر جاكسون ديفيس (بالإنجليزية: Alexander Jackson Davis)‏ هو مهندس معماري أمريكي، ولد في 24 يوليو 1803 في نيويورك في الولايات المتحدة، وتوفي في 14 يناير 1892 في نيوجيرسي في الولايات المتحدة.

## وصلات خارجية
- ألكسندر جاكسون ديفيس على موقع الموسوعة البريطانية (الإنجليزية)